# Ивањаса (Бистрица-Насауд)
Ивањаса (рум. Ivăneasa) насеље је у Румунији у округу Бистрица-Насауд у општини Илва Маре. Oпштина се налази на надморској висини од 765 m.

## Становништво
Према подацима из 2002. године у насељу је живело 601 становника, од којих су сви румунске националности.